# Balavignus

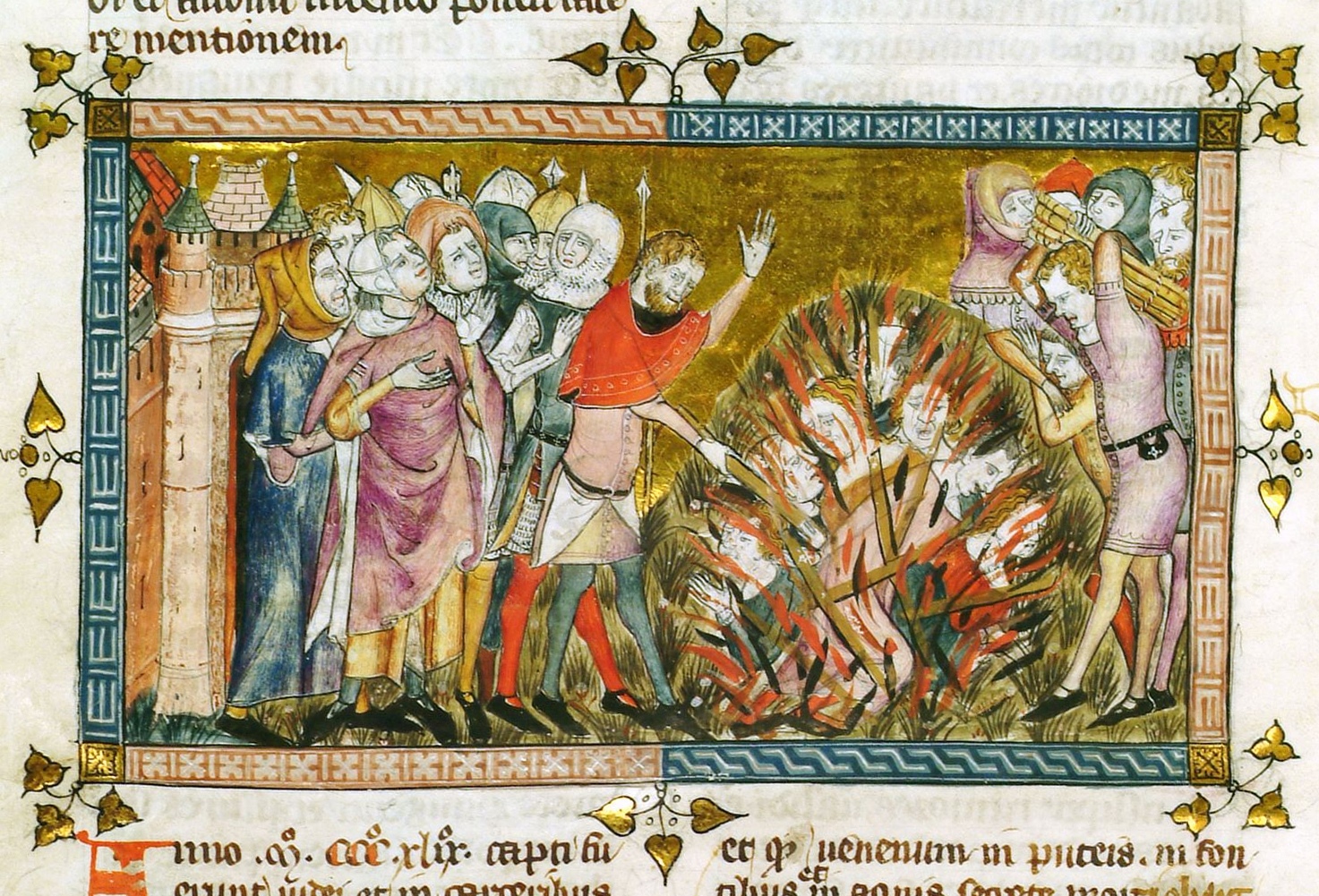
Verbranding van Joden tijdens de Zwarte Dood in 1349 (miniatuur van Pierart dou Tielt in het Tractatus quartus van Gilles Li Muisis).

Balavignus (14e eeuw) was een Joods arts in Straatsburg die met succes de joodse reinheidswetten gebruikte om de zeer besmettelijke pest te bestrijden, maar vervolgens werd aangeklaagd als verspreider ervan. Na een door marteling afgedwongen 'bekentenis' volgden wraakacties vanwege de vermeende Joodse samenzwering tegen het christelijke Europa. Een massamoord op Joodse bewoners had plaats in Straatsburg en in andere Europese steden.

## Joodse reinheidswetten
In de 14e eeuw werd Europa getroffen door de beruchte 'Zwarte Dood', vermoedelijk builenpest. Geschat wordt dat van 1348 tot 1351 ruim een kwart van de totale Europese bevolking eraan stierf. 
In deze catastrofale tijd begon het op te vallen dat er zo weinig slachtoffers waren in de Joodse wijk van Straatsburg, waar Balavignus als arts werkte. Als geleerde Jood kende hij de Tenach (het oude testament) en daarom gaf hij in 1348 opdracht om de hele Joodse wijk schoon te maken en al het afval te verbranden. Hij liet alles uitvoeren wat volgens de reinheidswetten van het bijbelboek Leviticus gedaan moest worden. Als gevolg van deze complete reiniging verdwenen de ratten en vlooien naar omliggende wijken en steden. Het resultaat was dat in de wijk van Balavignus slechts 5% van de bevolking slachtoffer werd van de Zwarte Dood.
In plaats dat men de hygiënische maatregelen uit Leviticus overnam, begon men beschuldigend naar Balavignus en de Joodse inwoners te wijzen. De arts werd aangeklaagd als een van de hoofdverantwoordelijken voor de verspreiding van de pest in Europa.

## Zondebok
Omdat Balavignus ontkende schuldig te zijn, werd hij gemarteld om hem tot bekennen te dwingen. Het kon geen toeval zijn dat juist de Joden van Straatsburg immuun waren voor de ziekte waaraan zoveel mensen stierven. Na zware folteringen 'bekende' de arts dat hij had meegeholpen aan het vergiftigen van de waterputten van de christenen. Het verhaal van zijn bekentenis verspreidde zich door heel Europa. Via speciale koeriers werden alle steden erover geïnformeerd dat de Joden de lucht, waterputten en bronnen hadden vergiftigd. In 1348 en 1349 volgden overal hevige pogroms. Tienduizenden joden werden vermoord en verbrand. In de steden Bazel, Frankfurt am Main, Straatsburg en Keulen werd de totale Joodse bevolking uitgemoord.

## Hygiëne
Uiteindelijk kwam men tot de ontdekking dat de joodse reinheidswetten zeer belangrijk waren bij de bestrijding van besmettelijke ziekten. In het boek Leviticus wordt onder meer gesproken over:
- het opruimen van afval
- het wassen van het lichaam voor het eten
- het wassen van het lichaam na het aanraken van een lijk of een zieke
- het in acht nemen van een zekere periode van afzondering en reiniging, indien er sprake is van een besmettelijke ziekte (een vorm van quarantaine). Leviticus 13:4 zegt daarover:

Als de huid een lichte, witte plek vertoont die niet diep in de huid ligt en het haar niet wit geworden is, moet de priester de betreffende persoon zeven dagen afzonderen. Op de zevende dag onderzoekt de priester hem opnieuw. Als blijkt dat de plek zich niet heeft uitgebreid en de huid niet verder is aangetast, moet hij hem opnieuw zeven dagen afzonderen. Zeven dagen later onderzoekt de priester hem nogmaals, en als de plek dof geworden is en zich niet heeft uitgebreid, moet hij hem rein verklaren. Het is dan gewone uitslag. De persoon in kwestie moet zijn kleren wassen en is dan weer rein.